# Mathias Spahlinger
Mathias Spahlinger (Frankfurt am Main, 15 oktober 1944) is een Duits componist. Hij schrijft werken die vallen in de ruime categorie klassieke muziek van de 20e en 21e eeuw. Spahlinger staat alleen in zijn genre, maar er zijn verbanden te leggen met de muziek van Helmut Lachenmann en Salvatore Sciarrino.

## Levensloop
Spahlinger kreeg de muziek met de paplepel ingegoten: zijn vader was cellist. Vanaf zijn zevende jaar kreeg hij les op viool, altviool, blokfluit en later ook cello. Een jaar later begon hij met pianospelen. Zijn basis is derhalve de klassieke muziek, maar op 15-jarige leeftijd kreeg hij belangstelling voor jazz, stapte over naar de saxofoon en wilde verder in de jazz. Om de kost te verdienen, werd hij handzetter en hij ging compositie studeren bij Konrad Lechner. Eerst waren de lessen privé, later had hij dezelfde docent aan de Muziekhogeschool van Darmstadt. In 1968 schoof hij door naar de Muziekhogeschool in Stuttgart, alwaar hij ging lesgeven. Hij ontwikkelde zichzelf verder door les te nemen aan de Staatliche Hochschule für Musik und Darstellende Kunst Stuttgart, eveneens in Stuttgart. In 1978 was hij “uitgeleerd” en ging lesgeven aan de Universiteit voor de Kunsten in Berlijn. Vanaf 1984 was hij docent aan de Muziekhogeschool in Karlsruhe en vanaf 1990 docent aan eenzelfde instantie in Freiburg.

## Oeuvre (selectie)
Bijna al zijn titels worden met kleine letters geschreven.

### Orkestwerken
- 1975 morendo - voor orkest
- 1981 Rou a GH i FF (strange?) - voor 5 jazzsolisten en orkest
- 1986 inter-mezzo, concertato non concertabile tra pianoforte e orchestra
- 1988-1990 passage / paysage - voor orkest
- 1993 und als wir - voor 54 strijkinstrumenten
- 1997-1998 akt, eine treppe herabsteigend - voor basklarinet, trombone en orkest (nach een werk von Marcel Duchamp)
- 2000 doppelt bejaht - voor orkest

### Kamermuzkiek
- 1969 vijf sätze - voor twee piano’s
- 1972 phonophobie - voor dwarsfluit, hobo, klarinette, hoorn en fagot
- 1975 Vier Stücke - voor stem, klarinet, viool, violoncello en piano
- 1976 128 erfüllte augenblicke systematisch geordnet, variabel zu spielen - voor sopraan, klarinet, cello
- 1977 éphémère - voor Schlagzeug, veritable Instrumente en Piano
- 1979-1980 extension - voor viool en piano
- 1981 aussageverweigerung / gegendarstellung - twee Kontra-Kontexte voor dubbelkwartet
- 1982 apo do (vanuit hier) - voor strijkkwartet
- 1982-1983 adieu m'amour Hommage à Guillaume Dufay - voor viool en violoncello
- 1983 musica impura - voor sopraan, Gitaar en slagwerk
- 1991 furioso - voor Ensemble
- 1992-1993 presentimientos variationen voor strijktrio
- 1993 off - voor zes kleine trommels
- 1995 gegen unendlich - voor basklarinet, trombone, violoncello en piano
- 1995 über den frühen tod fräuleins anna augusta marggräfin zu baden - voor vijf mannenstemmen, vijf trombones, 3 vrouwenstemmen en 3 blazers
- 2000 verlorener weg version 1 en 2 - voor Ensemble
- 1997-2005 farben der frühe - voor zeven piano’s
- 2006 fugitive beauté - voor hobo, altdwarsfluit en viool, basklarinet, altviool en cello

### Zangwerken
- 1969 drama - voor 12 zangstemmen
- 1974 sotto voce - voor zangers
- 1979-1980 el sonido silencioso Trauermusik voor Salvador Allende - voor 7 vrouwenstemmen en tape
- 1983 signale - Chorszenen ohne Gesang
- 1983-1985 verfluchung - voor drie zangers met percussie
- 1985 in dem ganzen ocean von empfindungen eine welle absondern, sie anhalten - voor Chorgruppen en Playback
- 1993 vorschläge, konzepte zur ver(über)flüssigung der funktion des komponisten

### Soloinstrument
- 1974 entlöschend - voor grote tamtam
- 1992 nah, getrennt - voor altblokfluitsolo

### Tapemuziek
- 1974 wozu noch musik, ästhetische theorie in quasi-ästhetischer gestalt - hoorspel
- 1975 störung

### Muziektheaterstukken
- 1980 pablo picasso: wie man wünsche beim schwanz packt - ein Drama in 6 Akten
- Musik-Konzepte Sonderband Geschichte der Musik als Gegenwart Hanhs Heinrich